# Нгатангииа (избирательный округ)
Нгатангииа (Ngatangiia) — избирательный округ округа Нгатангииа на острове Раротонга (Острова Кука).
Терепаи Маоате (Terepai Maoate) из Демократической партии Островов Кука в настоящее время депутат, представляющий этот избирательный округ в парламенте Островов Кука (избран в 2006 году).